# 407 TCN
407 TCN là một năm trong lịch La Mã.